# لامار (كولورادو)
لامار (بالإنجليزية: Lamar)‏ هي مدينة تقع في مقاطعة برويرز بولاية كولورادو في الولايات المتحدة. تبلغ مساحتها 11 (كم²)، وترتفع عن سطح البحر 1105 م، بلغ عدد سكانها 8869 نسمة في عام 2010 حسب إحصاء مكتب تعداد الولايات المتحدة وتصل الكثافة السكانية فيها 806.3 نسمة/كم2.

## التركيبة السكانية
حدّد مكتب تعداد الولايات المتحدة بيانات التركيبة السكانية للامار في تعداد الولايات المتحدة. في ما يلي، التركيبة السكانية حسب تعدادي 2000 و2010.

### تعداد عام 2000
بلغ عدد سكان لامار 8,869 نسمة بحسب تعداد عام 2000، وبلغ عدد الأسر 3,324 أسرة وعدد العائلات 2,247 عائلة مقيمة في المدينة. في حين سجلت الكثافة السكانية 647.4 نسمة لكل كيلومتر مربع (1,676.8/ميل2). وبلغ عدد الوحدات السكنية 3,656 وحدة بمتوسط كثافة قدره 266.9 لكل كيلومتر مربع (691.3/ميل2).
وتوزع التركيب العرقي للمدينة بنسبة 76.24% من البيض و0.38% من الأمريكيين الأفارقة و1.48% من الأمريكيين الأصليين و0.47% من الأمريكيين ذوي الأصول الآسيوية و0.05% من سكان جزر المحيط الهادئ و18.81% من الأعراق الأخرى و2.57% من عرقين مختلطين أو أكثر و36.54% من الهسبانيون أو اللاتينيون من أي عرق.
بلغ عدد الأسر 3,324 أسرة كانت نسبة 39.5% منها لديها أطفال تحت سن الثامنة عشر تعيش معهم، وبلغت نسبة الأزواج القاطنين مع بعضهم البعض 49.2% من أصل المجموع الكلي للأسر، ونسبة 13.3% من الأسر كان لديها معيلات من الإناث دون وجود شريك،  بينما كانت نسبة 5.2% من الأسر لديها معيلون من الذكور دون وجود شريكة وكانت نسبة 32.4% من غير العائلات. تألفت نسبة 28.2% من أصل جميع الأسر من عدة أفراد يعيشون في نفس المنزل ونسبة 12.4% كانت تتألف من شخص يعيش بمفرده يبلغ من العمر 65 عاماً أو أكثر. وبلغ متوسط حجم الأسرة المعيشية 2.59، أما متوسط حجم العائلات فبلغ 3.18.
بلغ العمر الوسطي للسكان 31.1 عاماً. وكانت نسبة 29.1% من القاطنين تحت سن الثامنة عشر، وكانت نسبة 10.7% بين الثامنة عشر والرابعة والعشرين عاماً، ونسبة 25.6% كانت واقعةً في الفئة العمرية ما بين الخامسة والعشرين والرابعة والأربعين عاماً، ونسبة 19.4% كانت ما بين الخامسة والأربعين والرابعة والستين، ونسبة 12.4% كانت ضمن فئة الخامسة والستين عاماً فما فوق. يوجد لكل 100 أنثى 97.5 ذكر، ويوجد لكل 100 أنثى في الثامنة عشر من عمرها فما فوق 94.3 ذكر.
بلغ متوسط دخل الأسرة في المدينة 28,660 دولارًا، أما متوسط دخل العائلة فبلغ 32,560 دولارًا. وكان متوسط دخل الذكور 24,145 دولارًا مقابل 20,133 دولارًا للإناث. وسجل دخل الفرد الخاص بالمدينة 13,900 دولارًا. وكانت نسبة 14.4% من العائلات ونسبة 19.7% من السكان تحت خط الفقر، وكان من هؤلاء نسبة 30.1% تحت سن الثامنة عشر ونسبة 12.2% في الخامسة والستين من العمر وما فوق.

### تعداد عام 2010
بلغ عدد سكان لامار 7,804 نسمة بحسب تعداد عام 2010، وبلغ عدد الأسر 3,102 أسرة وعدد العائلات 1,980 عائلة مقيمة في المدينة. في حين سجلت الكثافة السكانية 569.6 نسمة لكل كيلومتر مربع (1,475.3/ميل2). وبلغ عدد الوحدات السكنية 3,666 وحدة بمتوسط كثافة قدره 267.6 لكل كيلومتر مربع (693.1/ميل2).
وتوزع التركيب العرقي للمدينة بنسبة 78.64% من البيض و0.69% من الأمريكيين الأفارقة و1.01% من الأمريكيين الأصليين و0.36% من الأمريكيين ذوي الأصول الآسيوية و0.01% من سكان جزر المحيط الهادئ و16.27% من الأعراق الأخرى و3.01% من عرقين مختلطين أو أكثر و39.72% من الهسبانيون أو اللاتينيون من أي عرق.
بلغ عدد الأسر 3,102 أسرة كانت نسبة 34.5% منها لديها أطفال تحت سن الثامنة عشر تعيش معهم، وبلغت نسبة الأزواج القاطنين مع بعضهم البعض 42.2% من أصل المجموع الكلي للأسر، ونسبة 15.8% من الأسر كان لديها معيلات من الإناث دون وجود شريك،  بينما كانت نسبة 5.9% من الأسر لديها معيلون من الذكور دون وجود شريكة وكانت نسبة 36.2% من غير العائلات. تألفت نسبة 31.8% من أصل جميع الأسر من عدة أفراد يعيشون في نفس المنزل ونسبة 12.8% كانت تتألف من شخص يعيش بمفرده يبلغ من العمر 65 عاماً أو أكثر. وبلغ متوسط حجم الأسرة المعيشية 2.43، أما متوسط حجم العائلات فبلغ 3.07.
بلغ العمر الوسطي للسكان 34.1 عاماً. وكانت نسبة 27.8% من القاطنين تحت سن الثامنة عشر، وكانت نسبة 10.4% بين الثامنة عشر والرابعة والعشرين عاماً، ونسبة 23.3% كانت واقعةً في الفئة العمرية ما بين الخامسة والعشرين والرابعة والأربعين عاماً، ونسبة 24.3% كانت ما بين الخامسة والأربعين والرابعة والستين، ونسبة 14.1% كانت ضمن فئة الخامسة والستين عاماً فما فوق. وتوزع التركيب الجنسي للسكان بنسبة 48.4% ذكور و51.6% إناث.

## أعلام
- ويسلي تاتل
- جورج تومسون
- مارفن أش
- جين ميلفورد
- جيم فرنسيسكو
- كين كورتيس

## وصلات خارجية
- www.ci.lamar.co.us